# Manettia discolor
Manettia discolor é uma espécie de dicotiledónea pertencente à família Rubiaceae, descrita em 1964.